# Brita Borg

Affisch med Brita Borg och Flickery Flies på Barnens Dag i Ystad 1964.

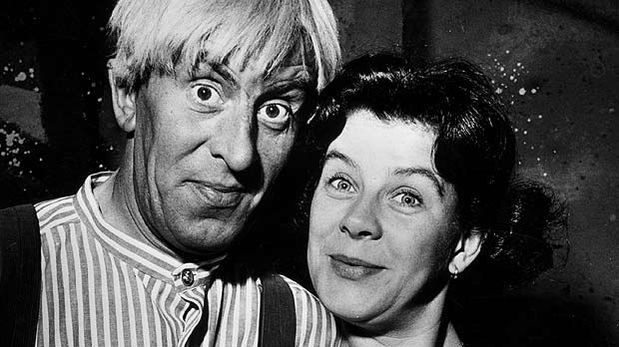
Martin Ljung och Brita Borg 1960.

Brita Kerstin Gunvor Borg, född 10 juni 1926 i Högalids församling i Stockholm, död 4 maj 2010 i Löttorp i Nordölands församling på Öland, var en svensk sångerska, skådespelerska och revyartist. 
Till hennes mest kända sångnummer hör Fat Mammy Brown (framfört i Knäppupp-revyn Knäppupp 3; Tillstymmelser), där hon svartsminkad och fetvadderad spelade amerikansk jazz-/gospelsångare, tangon Banne mej från revymusikalen Funny Boy, där hon var den förföriska zigenarflickan Zamora, och Ulliga krulliga gubbar, en satirisk Dixieland-visa om hur modernt det hade blivit med skägg. När Hasseåtage skrev för Knäppupp gav de henne sånger som Alla kan ju inte älska alla här i världen, Aldrig har jag sett en rak banana och Du är min tekopp. 1962 nådde hon sin höjdpunkt som revyartist med numret Die Borg, där Ramel lät henne parodiera svenska sångare som gjorde karriär på tyska ("Auf den deutsche Marknad eingeställt ist die Borg ... machen Cha-Cha-Cha mit meine Häck").[källa behövs]

## Biografi

### Bakgrund
Brita Borg föddes på Södermalm i Stockholm. Hennes föräldrar var Karl Georg Borg (född 6 mars 1885 i Almby i Örebro län, död 12 mars 1970) och hans hustru Ellen Amalia Johansson (född 24 oktober 1891 i Örebro, död 25 april 1949).

### Karriär
Borg började sin karriär i den Söderbaserade revygruppen Vårat gäng efter att ha vunnit en sångtävling som Vecko-Revyn ordnade 1943. 1945 bildade hon sångkvartetten Flickery Flies med Allan Johansson, som hon sedan gifte sig med. 1947 började hennes långa samarbete med Povel Ramel. Hon medverkade i hans radioprogram Fyra kring en flygel och var primadonna i åtskilliga Knäppupp-revyer 1952–1962.[källa behövs]
Från 1964 blev det flera revysäsonger hos Hagge Geigert i Uddevalla och Göteborg och en sejour på Folkan hos Kar de Mumma. På 1970-talet flyttade hon till Arvidsjaur med sin nye man, polisen Stig Salomonsson,[källa behövs] och var efter det mest verksam som skådespelerska, bland annat för Riksteatern från 1967.  Hon spelade bland annat i Riksteaterns uppsättningar av Call Me Madam (1967) Annie get your gun (1973), Oss Bröder Emellan (1983), Chicago, Cabaré Tage, Spelman på taket, Ramel riket runt, Tolvskillingsoperan, fram till Jubilarerna, en konsertturné 2001. Hos Riksteatern gjorde hon sin första rena talroll i pjäsen Sjöhästen 1978, mot Tor Isedal. En annan stor dramatisk roll var titelrollen mot Halvar Björk i tv-pjäsen Polskan och puckelryggen av Richard Hobert 1983. Brita Borg ingick även i ensemblen till Peter Schildts uppmärksammade direktsända uppsättning för TV-teatern 1983 av Göran O Erikssons pjäs Pariserliv, om ett litet teatersällskap under Pariskommunens dagar. Borg gestaltade Josephine Lamarre samt Parthenis.
Hon var under sina senare år bosatt i Löttorp i Högby socken på norra Öland. Hennes grav finns på Högby kyrkogård.

## Stil och betydelse

### Sångerska
På 1950-talet var Brita Borg en svensk schlagerdrottning. Hon gjorde många skivinspelningar, först för Sonora, sedan för Knäppupp, där hennes största skivsuccéer var Fat Mammy Brown (1957) och Trudie (1959), som bägge låg högt på branschtidningen Show Business' försäljningslista. 1959 beslöts det att vilken låt som än vann i Melodifestivalen skulle Brita Borg få åka till Cannes och sjunga den i finalen. Det blev Augustin.  
1960 var hon Hasse Alfredsons duettpartner i de komiska Oj då, kära nån och Märta Melin och Ture Tyrén och med Martin Ljung i Jaså, som även den letade sig upp på försäljningslistorna. Samma år fick hon äran att sjunga duett med Evert Taube i två inspelningar av Invitation till Guatemala och Mary Strand. 
Hennes genre var traditionell schlager med den för tiden vanliga dragningen åt det italienska (La strada dell'amore, Ciao ciao Bambina). Hon försökte sig på modernare tongångar i Frankenstein rock 1957 men blev så småningom omsprungen av yngre, sexigare men mindre röststarka sångare. Stikkan Anderson och Björn & Benny gav henne en sista hit med låten Ljuva sextital, som låg på Svensktoppen i 20 veckor 1969 och nådde som bäst en andraplacering. Skivan låg även på försäljningslistan Kvällstoppen, som bäst på plats nio. Men det är framförallt som revyartist Brita Borg har gjort ett historiskt avtryck i Nöjessverige.[källa behövs] 1992 sjöng Brita Borg en nyinspelning av Det var så länge sen med Simons.

### Betydelse
Brita Borg var en musikalisk, humoristisk och mycket populär revyartist under 1950- och 60-talen. 1972 släpptes ett samlingsalbum med hennes största hits. Hennes humor kunde bland annat märkas när Vårat gäng gjorde comeback under 1980-talet och hon presenterade sig som En något överårig tonårsidol, liksom i jubileumsknäppuppen Knäpp igen 1992, då hon sjöng Vi sätter P för primadonnan.
Mattias Enn har sjungit in ett album med Brita Borgs sånger (2010). Gunwer Bergkvist medverkar med minnen om Brita Borg.

## Sånger i urval
- 1943 Tangerine
- 1947 Alla säger att jag ser så ledsen ut
- 1948 Jag ska ta morfar med mig ut i kväll
- 1956 Sodom och Gomorra
- 1957 Fat Mammy Brown (Fru Allan Johansson med Herr Brita Borg och deras familjeorkester under Någons ledning)
- 1957 Sorglösa brunn (duett med Ramel)
- 1957 Calypso Italiano
- 1957 Kärlek livet ut
- 1957 Regn, regn, regn (från EP-skivan "Brita i regnet")
- 1958 Utsikt från en bro (text av Karl Gerhard om en väntande sjömanshustru)
- 1958 Gamla stans Patachou
- 1959 Augustin
- 1959 Banne Mej
- 1960 Du är min tekopp (Live i Öppet arkiv: "Jubelsommar" vid 47:15)
- 1960 B som i Brita (Samlings-LP)
- 1961 Ulliga krulliga gubbar
- 1961 Ge en fräknig och ful liten flicka en chans
- 1961 Ett rent undantag
- 1961 Århundradets Svenska Melodier 1900-1960 (LP)
- 1961 Frysboxcalypso (reklam-skiva för Elektro-Helios)
- 1963 Die Borg (från Knäppupp-revyn Dax igen)
- 1964 Pop-nunnan (Gå i kloster Brita)
- 1964 Res med mig till Skottland
- 1969 Ljuva sextital
- 1969 Jan Öivind Swahn (baksida till Ljuva sextital)
- 1969 Anderson på Svensktoppen / Brita Borg & Rolf Bengtsson sjunger Stig Anderson melodier från det ljuva femtitalet (LP)
- 1971 Välkommen till Göteborg
- 1972 Brita och grabbarna (Samlings-LP)
- 1972 Livet är ett helvete (Ur Karamellodier - Jubileumskavalkad på Berns)
- 1973 Brita och grabbarna (Knäppupphistoriska samlingarna)

## Filmografi
- 1940 – Swing it, magistern!
- 1941 – Magistrarna på sommarlov
- 1942 – Kvinnan tar befälet
- 1943 – Kajan går till sjöss
- 1946 – Kristin kommenderar
- 1948 – Lilla Märta kommer tillbaka
- 1949 – Gatan
- 1949 – Med flyg till sjunde himlen
- 1951 – Dårskapens hus
- 1953 – I dimma dold
- 1953 – I dur och skur
- 1954 – I rök och dans
- 1958 – Den store amatören
- 1959 – Rymdinvasion i Lappland
- 1978 – Dagar med Knubbe (TV-serie)
- 1984 – Julstrul med Staffan & Bengt (TV-serie)
- 1991 – T. Sventon och fallet Isabella

## Teater och revy

### Roller
| År   | Roll                                       | Produktion                                                                            | Regi               | Teater                     |
| ---- | ------------------------------------------ | ------------------------------------------------------------------------------------- | ------------------ | -------------------------- |
| 1952 | Medverkande                                | Knäppupp I - Akta huvet, revy Povel Ramel                                             | Per-Martin Hamberg | Lorensbergs Cirkus/ Folkan |
| 1953 | Medverkande                                | Djuprevyn 2 meter, revy Povel Ramel och Yngve Gamlin                                  | Egon Larsson       | Idéonteatern               |
| 1954 | Medverkande                                | Knäppupp II - Denna sida upp, revy Povel Ramel och Yngve Gamlin                       | Per-Martin Hamberg | Idéonteatern               |
| 1956 | Medverkande                                | Knäppupp III - Tillstymmelser, revy Povel Ramel                                       | Per-Martin Hamberg | Idéonteatern               |
| 1957 | Medverkande                                | Kråkslottet, revy Karl Gerhard                                                        | Hasse Ekman        | Idéonteatern               |
| 1958 | Lorry Domingo Hermosyne Buhr Zamora Kruxia | Funny Boy, revy Hasse Ekman och Povel Ramel                                           | Hasse Ekman        | Idéonteatern               |
| 1959 | Medverkande                                | Två träd, revy Karl Gerhard                                                           | Hasse Ekman        | Idéonteatern               |
| 1959 | Svea Dahlquist                             | Doktor Kotte slår till eller Siv Olson Hans Alfredson och Tage Danielsson             | Per Edström        | Idéonteatern               |
| 1960 | Medverkande                                | Alla 4, revy Povel Ramel                                                              | Hans Dahlin        | Idéonteatern               |
| 1961 | Medverkande                                | I hatt och strumpa, revy Hans Alfredson, Tage Danielsson, Owe Thörnqvist, Povel Ramel | Mille Schmidt      | Idéonteatern               |
| 1962 | Medverkande                                | Tält Side Story, revy Hans Alfredson, Tage Danielsson, Owe Thörnqvist, Povel Ramel    | Mille Schmidt      | Turné                      |
| 1962 | Medverkande                                | Dax igen Povel Ramel                                                                  | Herman Ahlsell     | Idéonteatern Turné         |
| 1976 | Mama Morton                                | Chicago John Kander och Fred Ebb                                                      | Hans Bergström     | Riksteatern                |
| 1984 | Fräulein Schneider                         | Cabaret John Kander, Fred Ebb och Joe Masteroff                                       | Georg Malvius      | Örebro länsteater          |